# Brigade Kalmious
La brigade « Kalmious » est une unité militaire de la république populaire de Donetsk, elle opère au sein des Forces armées unies de la Novorussie. Les médias l'appellent souvent un bataillon à vocation spéciale. À la fin du mois de juin 2015 Konstantin Kouzmine commande l'unité. Le nom de l'unité vient de la rivière du même nom, l'une des plus grandes rivières du Donbass. Le 16 février 2015, le bataillon « Kalmious » est inscrit sur la liste des sanctions de l'Union européenne et du Canada,. La Norvège et la Suisse lui imposent également des sanctions,.

## Historique
Le bataillon « Kalmious » a été créé le 21 juin 2014. Son baptême du feu a eu lieu les 26 et 27 juin 2014 à Donetsk après l'intervention des troupes de la garde nationale d'Ukraine. Au départ l'unité est constituée d'anciens mineurs qui formaient le noyau du bataillon, l'effectif initial étant d'environ 500 personnes. Le premier commandant était Fedor Berezine, qui devint plus tard l'adjoint d'Igor Guirkine.
Les 26 et 27 juin, le bataillon a pris part à un assaut, qui s'est déroulé sans pertes humaines. Depuis juillet 2014, le bataillon est impliqué dans les combats près de Donetsk. En août, le bataillon a capturé 13 officiers ukrainiens, dont un colonel. En janvier 2015, le bataillon « Kalmious » a participé à des batailles autour de Debaltseve. En 2022 le bataillon prend part à la guerre Russo-Ukrainienne.

## Organisation
Le noyau de l'unité comprend principalement des bénévoles ; à l'automne 2014, l'unité avait la structure suivante :
- Base – à Donetsk
- Escouade canines
- Groupe d'artillerie - armé d'obusiers D-30, 2S1 Gvozdika, MSTA-B et BM-21